# Ильинская церковь (Ардатов)
Це́рковь Илии́ Проро́ка — православная церковь в городе (ныне рабочий посёлок) Ардатове, ныне Нижегородской области России. Памятник градостроительства и архитектуры регионального значения.

## История
Точная дата основания первой, несохранившейся деревянной церкви неизвестна. В подготовленных для императрицы Екатерины II экономических примечаниях о новых городах (Ардатов был объявлен городом в 1779 году) от 1884 года упоминается «церковь деревянная во имя Знаменья Пресвятыя Богородицы с приделом пророка Илии». Неизвестно, имеется ли в этом документе в виду Ильинская церковь, но она точно упоминается в 1819 году как «Ильинская или Напольная» бесприходная церковь. По всей видимости, деревянная церковь погибла во время пожара, произошедшего 23 ноября (5 декабря) 1837 года, в котором была уничтожена бо́льшая часть города.

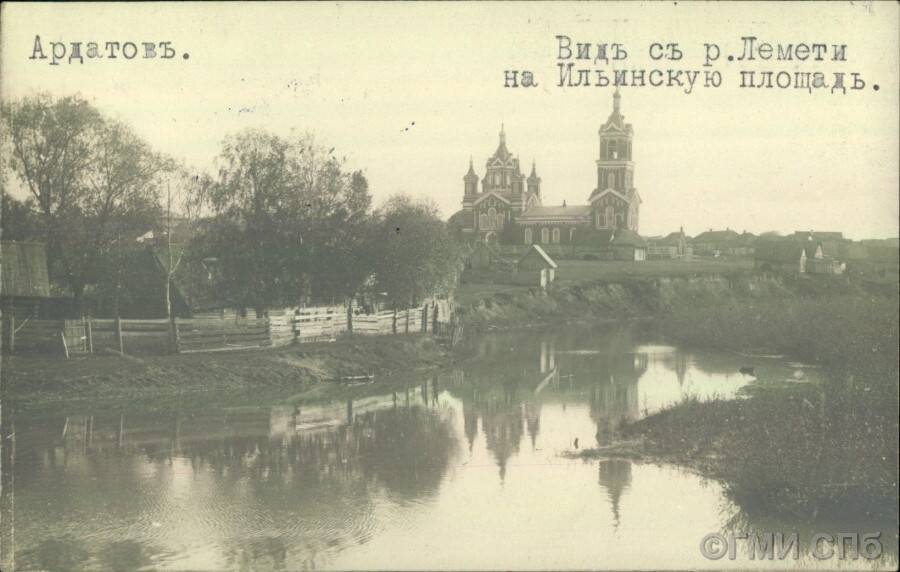
Вид на Ильинскую церковь с реки Лемети

В 1850 году проезжавший через Ардатов писатель Павел Иванович Мельников-Печерский писал, что в городе есть «три церкви», предположительно одной из них была Ильинская. В 1861 году к приходу церкви относились, помимо части Ардатова, деревни Мошколей и Тоторшево.
Современное здание начало строиться в 1876 году, по состоянию на 1888 год ещё не было окончено. В том же 1888 году храму принадлежала также деревянная однопрестольная Александро-Иосифовская церковь, построенная в 1868 году. Церковь была посвящена святому князю Александру Невскому и святому Иосифу Песнописцу.
Поле закрытия в 1925 году Знаменского собора церковь в течение нескольких лет была единственной приходской церковью Ардатова, но в 1933 году была закрыта и она. В ноябре 1937 года в здании церкви открылась электростанция. После открытия в 1967 году завода «Сапфир», здание церкви оказалось на его территории. 20 июля 1993 года решением Нижегородского областного совета народных депутатов признана памятником архитектуры регионального значения, но по состоянию на 2024 год продолжает находиться на территории завода и пребывает в полуразрушенном состоянии.

## Описание
Кирпичная церковь в русско-византийском стиле. Трёхпрестольная: главный — Ильинский, правый в честь иконы «Достойно есть», левый в честь святых Космы и Дамиана и святого мученика Аполлона.